# Taiwans fotbollsförbund
Taiwans fotbollsförbund, även kallat Kinesiska Taipeis fotbollsförbund, är ett fotbollsförbund som representerar Taiwan i internationella sammanhang. Förbundet administrerar fotbollen i Taiwan. Förbundet är en del av Östasiatiska fotbollsfederationen. Landet har aldrig kvalificerats sig för Fotbolls-VM men har trots det nått slutspelet för asiatiska mästerskapet 1960 och 1968.

## Historia
Kinesiska Taipeis Fotbollsförbund skapades på fastlands Kina år 1924 som "Kinesiska fotbollsförbundet". Förbundet flyttades till Taiwan år 1949 som en konsekvens av det kinesiska inbördeskriget. Landslaget kallades "Kina" år 1932 när det var med i FIFA. Landslaget gick ut ur FIFA senare men gick med igen år 1954 som "Taiwan" senare "Republiken Kina" innan dess nuvarande namn Kinesiska Taipei.
Landslagets största succé skedde när landslaget kom trea i 1960 års Asiatiska Mästerskap. Landslaget spelade med namnet Taiwan. Landslaget kom dock från Hong Kong då Hong Kongs landslag inte hade samma goda rykte.
På grund av en konflikt med Folkrepubliken Kina spelade Taiwan i OFC:s kvalspel mellan 1975 och 1989.
Landslaget nådde sin högsta världsranking under engelska tränaren Gary White då man nådde plats 121.

## Arena
Landslaget saknar en officiell arena för herr- och damlandslaget.